# Rhyacophila forcipata
Rhyacophila forcipata là một loài Trichoptera trong họ Rhyacophilidae. Chúng phân bố ở miền Cổ bắc.